# Campionati mondiali di nuoto in vasca corta 2021 - 200 metri dorso maschili
La gara di nuoto dei 200 metri dorso maschili dei Campionati mondiali di nuoto in vasca corta 2021 è stata disputata il 21 dicembre 2021 presso l'Etihad Arena ad Abu Dhabi negli Emirati Arabi Uniti.
Vi hanno preso parte 35 atleti da 27 nazioni più due non partiti, portando quindi il numero a 37 atleti da 29 nazioni.

## Podio
| Posizione | Atleta           | Nazionalità |
| --------- | ---------------- | ----------- |
| Oro       | Radosław Kawęcki | Polonia     |
| Argento   | Shaine Casas     | Stati Uniti |
| Bronzo    | Christian Diener | Germania    |

## Programma
| Data             | Ora   | Turno    |
| ---------------- | ----- | -------- |
| 21 dicembre 2021 | 09:37 | Batterie |
| 21 dicembre 2021 | 18:56 | Finale   |

## Record
Prima della manifestazione il record del mondo e il record dei campionati erano i seguenti.
| Record mondiale       | 1:45.63 | Mitch Larkin Australia  | 27 novembre 2015 Sydney, Australia          |
| Record dei campionati | 1:46.68 | Ryan Lochte Stati Uniti | 19 dicembre 2010 Dubai, Emirati Arabi Uniti |

## Risultati

### Batterie[2]
I migliori 8 tempi accedono alla finale.
| Pos | Batt | Corsia | Nome                 | Nazione          | Tempo   | Note  |
| --- | ---- | ------ | -------------------- | ---------------- | ------- | ----- |
| 1   | 3    | 1      | Shaine Casas         | Stati Uniti      | 1:49.82 | Q     |
| 2   | 3    | 3      | Jan Čejka            | Rep. Ceca        | 1:50.50 | Q, NR |
| 3   | 4    | 2      | Yohann Ndoye-Brouard | Francia          | 1:50.71 | Q     |
| 4   | 3    | 4      | Christian Diener     | Germania         | 1:51.06 | Q     |
| 5   | 2    | 4      | Lorenzo Mora         | Italia           | 1:51.58 | Q     |
| 6   | 4    | 0      | Antoine Herlem       | Francia          | 1:51.93 | Q     |
| 7   | 4    | 6      | Armin Evert Lelle    | Estonia          | 1:52.30 | Q     |
| 8   | 4    | 4      | Radosław Kawęcki     | Polonia          | 1:52.35 | Q     |
| 9   | 4    | 5      | Hugo Gonzáles        | Spagna           | 1:52.47 |       |
| 10  | 3    | 0      | Hunter Tapp          | Stati Uniti      | 1:52.48 |       |
| 11  | 3    | 5      | Michele Lamberti     | Italia           | 1:52.52 |       |
| 12  | 4    | 3      | Ádám Telegdy         | Ungheria         | 1:52.61 |       |
| 13  | 2    | 3      | Yakov Toumarkin      | Israele          | 1:52.66 |       |
| 14  | 4    | 7      | Egor Dolomanov       | Fed. Nuoto Russa | 1:52.83 |       |
| 15  | 2    | 8      | Nicolás García       | Spagna           | 1:53.66 |       |
| 16  | 2    | 5      | Aleksei Tkachev      | Fed. Nuoto Russa | 1:54.02 |       |
| 17  | 2    | 7      | Berke Saka           | Turchia          | 1:54.14 |       |
| 18  | 3    | 8      | Roman Mityukov       | Svizzera         | 1:54.23 |       |
| 19  | 3    | 7      | Ole Braunschweig     | Germania         | 1:54.37 |       |
| 20  | 2    | 2      | Yeziel Morales       | Porto Rico       | 1:54.46 |       |
| 21  | 4    | 9      | Francisco Santos     | Portogallo       | 1:54.54 |       |
| 22  | 2    | 9      | Wang Gukailai        | Cina             | 1:55.02 |       |
| 23  | 4    | 8      | Kaloyan Levterov     | Bulgaria         | 1:55.26 |       |
| 24  | 2    | 6      | Gabriel Fantoni      | Brasile          | 1:55.44 |       |
| 25  | 1    | 4      | Vadym Naumenko       | Ucraina          | 1:56.02 |       |
| 26  | 3    | 6      | Leonardo de Deus     | Brasile          | 1:56.41 |       |
| 27  | 1    | 7      | Trần Hưng Nguyên     | Vietnam          | 1:56.44 | NR    |
| 28  | 1    | 6      | Ng Cheuk Yin         | Hong Kong        | 1:56.93 | NR    |
| 29  | 3    | 9      | Ziyad Saleem         | Sudan            | 1:57.73 |       |
| 30  | 3    | 2      | Tomáš Franta         | Rep. Ceca        | 1:59.64 |       |
| 31  | 2    | 1      | Charles Hockin       | Paraguay         | 2:00.03 |       |
| 32  | 1    | 3      | Julio Pérez          | Costa Rica       | 2:01.08 |       |
| 33  | 1    | 5      | Abdellah Ardjoune    | Algeria          | 2:05.86 |       |
| 34  | 1    | 1      | Abdul Al-Kulaibi     | Oman             | 2:08.20 |       |
| 35  | 1    | 2      | Faisal Al-Tannak     | Kuwait           | 2:10.23 |       |
| -   | 2    | 0      | Lee Ju-ho            | Corea del Sud    | DNS     |       |
| -   | 4    | 1      | Max Litchfield       | Gran Bretagna    | DNS     |       |

### Finale[3]
| Pos | Corsia | Nome                 | Nazione     | Tempo   | Note |
| --- | ------ | -------------------- | ----------- | ------- | ---- |
| 1   | 8      | Radosław Kawęcki     | Polonia     | 1:48.68 |      |
| 2   | 4      | Shaine Casas         | Stati Uniti | 1:48.81 |      |
| 3   | 6      | Christian Diener     | Germania    | 1:48.97 | NR   |
| 4   | 2      | Lorenzo Mora         | Italia      | 1:49.27 | NR   |
| 5   | 5      | Jan Čejka            | Rep. Ceca   | 1:49.93 | NR   |
| 6   | 3      | Yohann Ndoye-Brouard | Francia     | 1:50.53 |      |
| 7   | 1      | Armin Evert Lelle    | Estonia     | 1:51.20 | NR   |
| 8   | 7      | Antoine Herlem       | Francia     | 1:52.92 |      |